# Ԥ
Ԥ, ԥ (П с нижним выносным элементом) — буква расширенной кириллицы, применяемая в абхазском алфавите, где обозначает придыхательный согласный звук [pʰ]. Ранее вместо неё использовалась буква Ҧ.
В латинице тот же звук обозначается как P, Ṕ, Ṗ или ph, в грузинском алфавите — как ფ.
Также эта буква распространена в русской интернет-культуре и символизирует нецензурное слово.

## В современной русскоязычной интернет-культуре

«Буква ПЦ»

Символ, внешне идентичный Ԥ и названный «буква ПЦ», получил популярность в Рунете в середине ноября 2008 года. Авторство буквы блогеры приписывали писателю-фантасту и телеведущему Леониду Каганову, заявлявшему, что он изобрёл её в мае. В то же время, выяснилось, что футболки с упомянутым символом продавались ещё с 2005 года:

Футболки с буквой «ПЦ» продаются у нас уже около трёх лет. Заказать их можно не только с доставкой по Питеру, но и по всей стране. Думаю, с тех пор было продано около 500 футболок с этим значком.— Олеся Погребняк, заместитель директора Megastuff.ru, 2008
Каганов прокомментировал это так:

Я открыл Word, написал «П» и «Ц» огромным шрифтом, сделал скриншот, в редакторе Gimp (под «Линуксом» нет фотошопа) аккуратно перенес хвостик от Ц и получившуюся картинку выложил в своём дневнике 26 мая со словами: «Странно, что никто её пока не придумал». И точно, почти сразу в одном из комментариев (вы можете его найти там же) мне прислали ссылку, из которой следовало, что не я один придумал эту букву, да и майки с ней бывают тоже. Так что букву придумывали до меня (полагаю, неоднократно) и ещё не раз придумают заново.— Л. А. Каганов в интервью «Частному Корреспонденту»
Кроме того, о своём авторстве заявлял художник Юрий Балашов, создававший афишу фильма «Generation П» в конце 2006 года.